# Nikolaï Ilminski
Nikolaï Ivanovitch Ilminski (en russe : Николай Иванович Ильминский ; né le 23 avril 1822, mort le 27 décembre 1891) est un linguiste orientaliste et traducteur russe.

## Biographie
Après le séminaire de Penza, doué pour l’étude, il s'inscrit à l’Académie théologique de Kazan (fondée en 1842 pour un parcours classique, mais l’arrivée de Mirza Kazem-Bek en 1845 pique sa curiosité pour les études orientalistes. On le pressent rapidement pour être le futur professeur des langues arabe et turco-tatare. Il s’installe dans le quartier tatar de la ville (inhabituel), effectue des missions dans les villages tatars convertis (Kriašen, chrétiens) pour tester leurs croyances (1847-48).
En 1847, un décret impérial décide de la traduction des Saintes Écritures en langue tatare ; il rejoint avec Kazem-Bek le comité chargé de sa supervision.
Il devint chef de centre de l'Académie théologique de Kazan et enseigna l'arabe à Kazan.

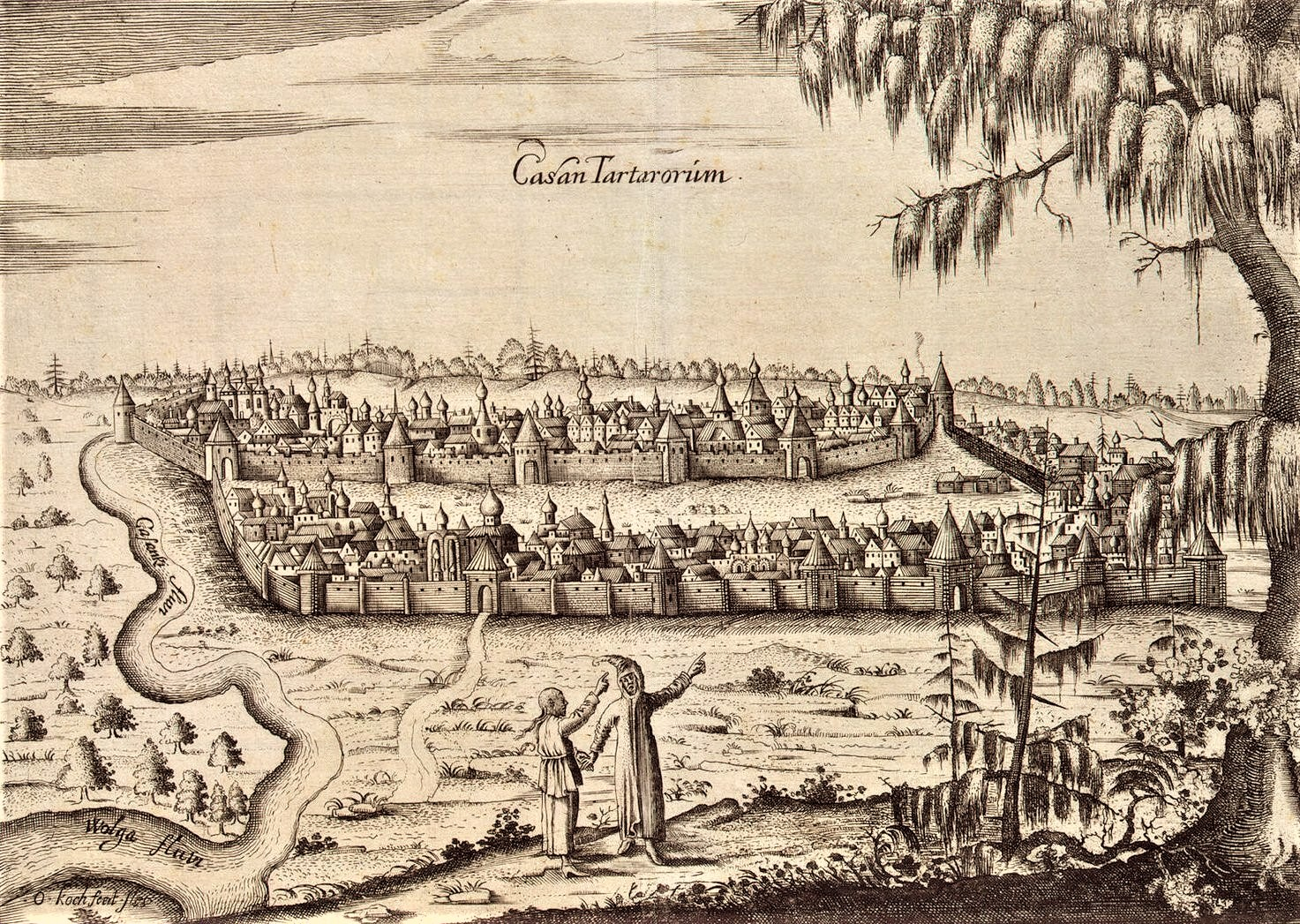
Vue de Kazan en 1630

Il enseigna avec Gordi Sabloukov, puis Evfimii A. Malov.
Il organisa les écoles des Tatares baptisés et publia divers ouvrages de linguistique :
- Matériaux pour l'étude du dialecte kirghize - (Kazan, 1862)
- Mémoires de Baber - (Kazann, 1857)
- De la façon dont les livres chrétiens doivent être traduits par les Allogènes - (Kazan, 1875)
- .. ainsi qu'un certain nombre d'ouvrages relatifs à la propagation du christianisme chez les Tatares.

Il lui est attribué l'ouverture d'une école religieuse (où l'enseignement comprend les prières, la religion, l'histoire sainte, et le catéchisme) réputée, pour les enfants des Tatares baptisés. Il est inhumé au cimetière Arskoïe de Kazan.

## Sources
1. 1 2 3  Bulletin 90 d'Orthodoxie - Mai 2000

 Cet article contient des extraits de La Grande Encyclopédie dont le contenu se trouve dans le domaine public. Il est possible de supprimer cette indication si le texte reflète le savoir actuel sur ce thème, si les sources sont citées, s'il satisfait aux exigences linguistiques actuelles et s'il ne contient pas de propos qui vont à l'encontre des règles de neutralité de Wikipédia.

- Grande Encyclopédie - Page 576 - Tome 20 - Ilminsky Nicolas sur Gallica
- Профессор Н.И.Егоров. Выступление на чувашском языке (Круглый стол, посвященный к 195-летию со дня рождения Н.И. Ильминского, 120-летию Н.Н. Поппе и 145-летию К.П. Прокопьева). Чăвашла.
- Сергей Щербаков: Миссионерско-просветительская система Н.И. Ильминского и чуваши: две стороны одной медали
- Agabazar: Сумбур вместо гармонии